# August von Heckel
August von Heckel (n. 26 septembrie 1824, Landshut - d. 26 octombrie 1883, München) a fost un pictor german.

## Viața

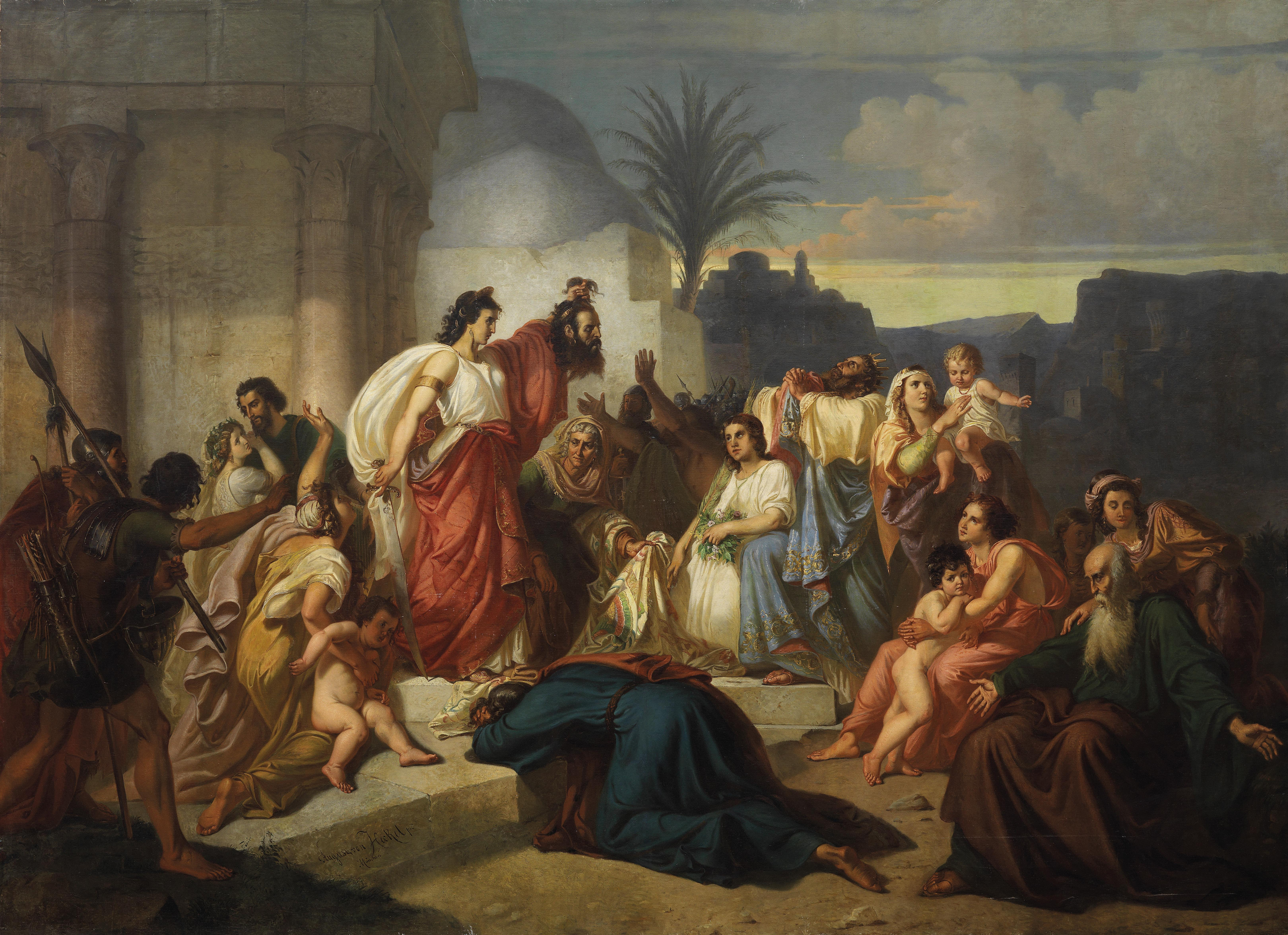
August von Heckel: Iudita arată betulienilor capul lui Holofern

Heckel era fiul cel ai mic al lui Joseph von Heckel, directorul tribunalului orășenesc și districtual, și a fost destinat să urmeze cariera tatălui său. I s-a permis să urmeze Școala de Artă din Augsburg, numai în urma unor insistențe, și a studiat acolo timp de doi ani. A fost admis apoi la Academia de Arte Frumoase din München și a fost format de maestrul Karl Schorn și după moartea lui (în 1850) de Philipp von Foltz. 
Începând din 1855 a pictat tablouri în stil romantic, cu teme mitologice sau pastorale precum Chactas și Atala; Mignon; Gretchen la roata de tors; Emigranții etc.
În timpul unei șederi de trei ani în Italia, el a căutat să asimileze pictura istorică și la stilul italian, reprezentând oarecum teatral o serie de evenimente reale.
August von Heckel a murit pe 26 octombrie 1883, în München.

## Lucrări
- Iudita cu capul lui Holofern
- Bazinul de Ludwig al Bavariei în Roma
- Bazinul de Maximilian de la Bruxelles
- Înființarea băilor de la Kreuth de către regele Max Joseph (Muzeul Național al Bavariei din Munchen)
- Lear o respinge pe fiica sa, Cordelia
- Fiica Irodiadei
- Antoniu și Cleopatra
- Dimineața în Piazza Navona din Roma
- Seara în Forumul Roman